# Lore Straßl
Lore Straßl (* 31. August 1930; † 3. Juni 2003 in Steinberg bei Büchlberg) war eine deutsche Übersetzerin und Herausgeberin.
Als Redakteurin im Pabel Verlag betreute sie unter dem Namen Lore Matthaey die SF-Heftromanreihe Utopia und ab 1962 die chaotisch gestartete Reihe Mark Powers. Sie gab eine Reihe von Anthologien heraus und übertrug neben anderen Poul Anderson, Robert Asprin, Leigh Brackett, John Brunner, Lin Carter, Lyon Sprague de Camp, David Eddings, Alan Dean Foster, Robert E. Howard, John Jakes, Richard Matheson, Abraham Merritt, Michael Moorcock, Andre Norton, Diana L. Paxson, Thomas Burnett Swann und Jack Vance ins Deutsche. Ihre Übersetzungen trugen wesentlich dazu bei, dass das Interesse an Fantasy und den amerikanischen und englischen Autoren geweckt wurde. Seit den 1960er Jahren  bis zu ihrem Tod war sie eine der produktivsten Übersetzerinnen im Bereich dieses Genres.
1985, 1986 und 1987 erhielt sie den Kurd-Laßwitz-Preis als beste Übersetzerin, da ihre Arbeit für ihre Feinfühligkeit und Sprachkunst geschätzt wurde.
Sie war in zweiter Ehe verheiratet mit Hubert Straßl. Ihre Tochter Susi Grixa arbeitet ebenfalls als Übersetzerin, teilweise arbeitete sie mit ihrer Mutter zusammen. Lore Straßl starb 2003 an den Spätfolgen einer durch einen Zeckenbiss hervorgerufenen Lyme-Borreliose.